# Моє життя (фільм, 1993)
«Моє життя» (англ. My Life) — драма Брюса Джоеля Рубіна з Майклом Кітоном та Ніколь Кідман у головних ролях.

## Сюжет
Одержимий роботою чоловік (Кітон) у самому розквіті сил дізнається, що у нього рак нирок і жити залишилось небагато. А його дружина (Кідман) вагітна. Йому так хочеться побачити свою дитину, але впевненості в тому, що він до цього доживе, нема. Тоді він починає знімати себе на відеокамеру для свого майбутнього сина або доньки. Одночасно він налагоджує стосунки зі своїми батьками.

## У ролях
- Майкл Кітон — Боб Джонс
- Ніколь Кідман — Ґейл Джонс
- Бредлі Вітфорд — Пол Іванович
- Ребекка Шулл — Роуз Іванович
- Майкл Константін — Білл Іванович
  - Річард Шифф — юний Білл Іванович
- Квін Латіфа — Тереза
- Марк Голтон — Сем
- Хенг С. Нгор — містер Хо
- Лі Гарлінгтон — Керол Сендмен
- Бренда Стронг — Лора

## Музика до фільму
- Увертюра до опери — Вільгельм Телль
- Автор — Джоаккіно Россіні
- Виконання — Нью-Йоркський філармонічний оркестр
- Диригент — Леонард Бернстайн
- Запис — Sony Music Entertainment

## Цікаві факти
У фільмі показано сцену українського весілля в українському кафедральному соборі св. Миколая в Чикаго.
- Фільм присвячується пам'яті Сондрі Рубін — мати режисера Брюса Рубіна.